# Rhacodactylus leachianus
Rhacodactylus leachianus, trong tiếng Anh có tên gọi "New Caledonian giant gecko" (tắc kè khổng lồ Nouvelle-Calédonie), "Leach's giant gecko" (tắc kè khổng lồ Leach), tên thông tục "Leachie", là một loài tắc kè lớn trong họ Diplodactylidae. Đây là loài đặc hữu Nouvelle-Calédonie, được Georges Cuvier mô tả năm 1829.

## Phân loại
Tên loài (leachianus) đặt ra nhằm vinh danh nhà động vật học Anh William Elford Leach. Trước đây, R. leachianus từng được chia ra làm ba phân loài (tính cả phân loài danh định): R. l. aubrianus, R. l. henkeli (do Seipp và Obst mô tả năm 1994), R. l. leachianus. Tuy vậy, dựa trên nghiên cứu gần đây hơn, hiện không có phân loài R. leachianus nào được công nhận.

## Mô tả

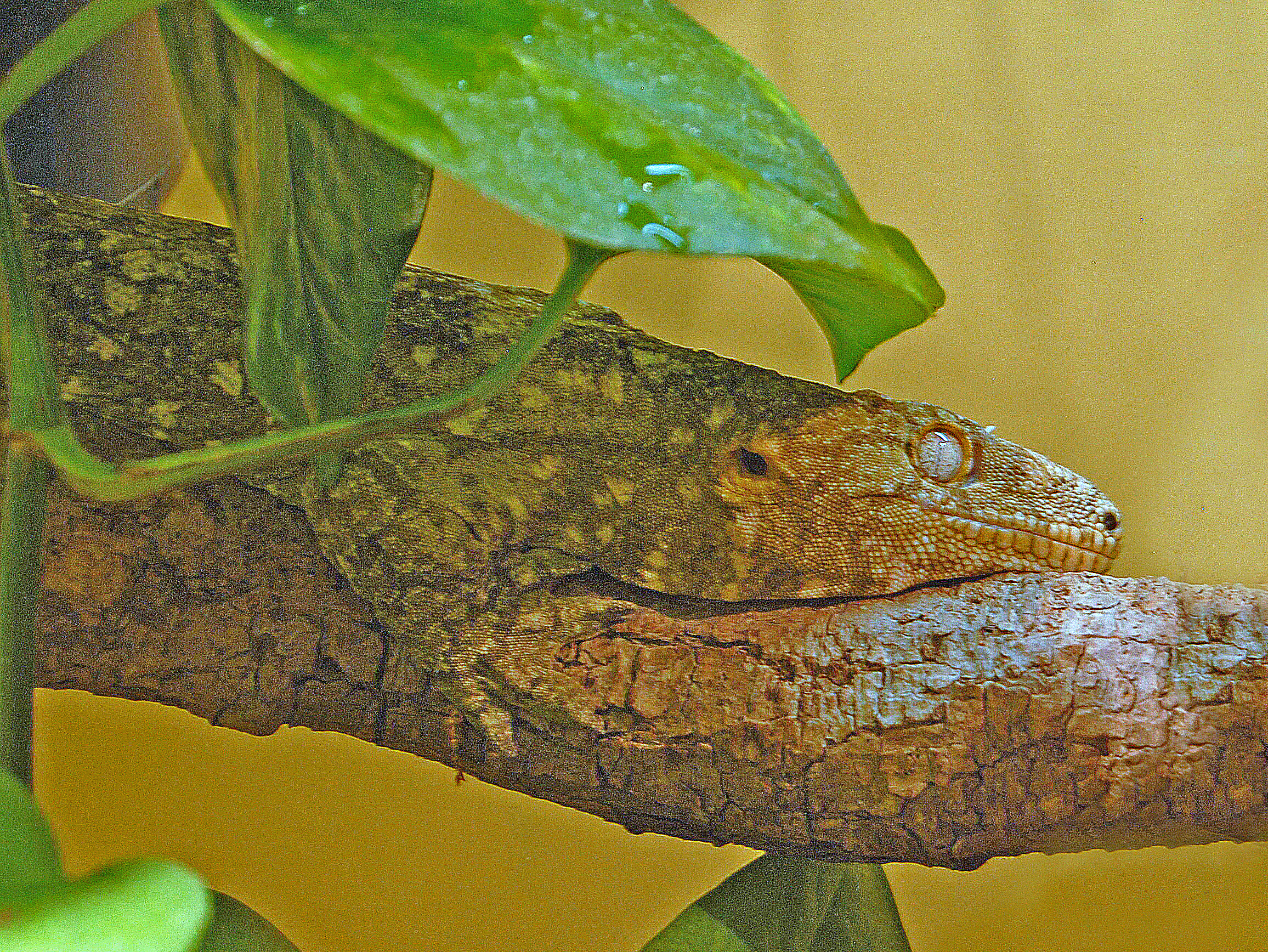
Hình chụp gần

Với tổng chiều dài (tính cả đuôi) 360 mm (14 inch), R. leachianus là loài tắc kè lớn nhất còn sinh tồn và có thể coi là ví dụ cho hiện tượng khổng lồ hoá hải đảo. Nó có thân mình béo mập, da thùng lùng, đuôi ngắn, mập. Nó có nhiều màu sắc, gồm xanh rêu, xám và nâu.

## Phân bố và môi trường sống
R. leachianus sống trên khắp mạn đông và nam đảo lớn Nouvelle-Calédonie, cũng như trên nhiều đảo nhỏ hơn cùng quần đảo.

## Sinh thái
R. leachianus là loài thằn lằn sống trên cây. Nó hoạt động chủ yếu khi trời chập choạng tối, tuy đôi lúc ra ngoài tắm ngắn vào ban ngày. Chế độ ăn của nó là côn trùng, nhện, động vật có xương sống nhỏ, trái cây, mật hoa, nhựa cây. R. leachianus cái trưởng thành đẻ hai trứng một lứa và một năm có thể đẻ đến 10 lứa. R. leachianus có tiếng kêu to; người dân bản xứ thường gọi nó là "quỷ cây".

## Văn hoá
Một số người Kanak bản xứ sợ loài thằn lằn này. Theo quan niệm mê tín ngày xưa thì con vật này bám vào người rồi rút lấy linh hồn họ.

## Tình trạng bảo tồn
Số lượng R. leachianus có lẽ đang giảm do sự phá huỷ môi trường. Nó cũng phải đối mặt với mối đe doạ từ những du nhập (mèo và nhiều loài gặm nhấm). Đây là loài được bảo vệ, sống trong nhiều khu bảo tồn.